# Рочестер (Іллінойс)
Рочестер (англ. Rochester) — селище (англ. village) в США, в окрузі Сенґамон штату Іллінойс. Населення — 3863 особи (2020).

## Географія
Рочестер розташований за координатами 39°45′16″ пн. ш. 89°31′56″ зх. д. / 39.75444° пн. ш. 89.53222° зх. д. (39.754456, -89.532351).  За даними Бюро перепису населення США в 2010 році селище мало площу 6,31 км², з яких 6,30 км² — суходіл та 0,00 км² — водойми.

## Демографія
Згідно з переписом 2010 року, у селищі мешкало 3689 осіб у 1358 домогосподарствах у складі 1067 родин. Густота населення становила 585 осіб/км².  Було 1401 помешкання (222/км²).
Расовий склад населення:
| - 96,9 % — білих - 0,5 % — чорних або афроамериканців - 0,4 % — азіатів |

До двох чи більше рас належало 1,6 %. Частка іспаномовних становила 1,1 % від усіх жителів.
За віковим діапазоном населення розподілялося таким чином: 29,5 % — особи молодші 18 років, 58,1 % — особи у віці 18—64 років, 12,4 % — особи у віці 65 років та старші. Медіана віку мешканця становила 40,4 року. На 100 осіб жіночої статі у селищі припадало 93,8 чоловіків;  на 100 жінок у віці від 18 років та старших — 88,7 чоловіків також старших 18 років.
Середній дохід на одне домашнє господарство  становив 118 248 доларів США (медіана — 92 188), а середній дохід на одну сім'ю — 129 801 долар (медіана — 97 426). Медіана доходів становила 75 219 доларів для чоловіків та 50 588 доларів для жінок. За межею бідності перебувало 4,8 % осіб, у тому числі 7,9 % дітей у віці до 18 років та 0,0 % осіб у віці 65 років та старших.
Цивільне працевлаштоване населення становило 1851 осіб. Основні галузі зайнятості: освіта, охорона здоров'я та соціальна допомога — 31,8 %, публічна адміністрація — 19,3 %, роздрібна торгівля — 11,1 %, науковці, спеціалісти, менеджери — 10,4 %.